# 高校生がつくるいしのまきカフェ「 」
高校生がつくるいしのまきカフェ「　」（こうこうせいがつくるいしのまきカフェかぎかっこ）は宮城県石巻市にある高校生のみでつくられたカフェである。東日本大震災をきっかけに開業した。お店の名前、コンセプト、ロゴ、メニュー、空間デザインなど、すべてをゼロから地元の高校生でつくっている。カフェの営業自体も高校生が運営している。

## 概要
東日本大震災をきっかけに2012年6月に開業。第1期生となる石巻の高校生34人で活動を開始し、商品開発・空間デザイン・情報発信の3チームに分かれてカフェづくりを始める。チームごとに専門家のアドバイスを受け、町の人々とコラボレーションをしながら取り組んでいた。同年10月、第2期生を迎え、今度は商品開発・イベント企画・情報発信・マネジメントの4チームに編成。店舗スタッフとして就業体験を積むと同時に、売上金を新商品開発などカフェのブラッシュアップ・高校生のチャレンジに使い、成長し続けるカフェとなる。学校では体験できない学びの場として、石巻の未来を担う人材の育成を目的に高校生主体でカフェづくり、運営を行っている。
地域に根付き、継続的運営、地元とのつながりを進展させるため、高校生の手助けをする現地専属スタッフの募集がおこなわれた（2013年5月8日に締め切られた）。ボランティアスタッフ（年齢・経験・参加頻度は不問）の募集は継続しておこなわれている。

### 店名「　」（かぎかっこ）の由来
空いているところからスタートしたカフェづくり。何でも入る可能性や、個性・原点のワクワクを大切にするため、店名は「　」（かぎかっこ）となっている。また、ロゴは、人差し指と親指をL字型に開いた2つの手のイラストでかぎかっこの形をつくったもの。ふたつの手は両方とも左手で、一人ではなく"みんなでつくるもの"、"つながり"を表している。

### チーム
- 商品開発チーム

メニューやオリジナルグッズの開発。季節限定商品の考案。
- イベント企画チーム

カフェでの定期イベントや季節イベント、ワークショップの企画・運営。
- 情報発信チーム

ブログ運営などの広報活動と、それに伴う制作物（チラシやポスター）の担当。
- マネジメントチーム

店舗営業のシフト組みや、仕入れ・在庫管理などの統括。

### メニュー
「いしのまきを食べる」をコンセプトに、地元で買い付けた野菜や、地元の水産企業の協力で生まれた商品を使い、手作りしている。また、手軽に食べられて、コミュニケーションが生まれやすいスティック&ディップスタイルをメインに提供している。

## 第2章
2013年、"オープンかぎかっこ"という、お店づくりやメニュー開発のワークショップなど、ゼロからのカフェづくりを1日で体験ができるイベントを開催。同年12月14日より第2章がスタートした。第1章で育てた基本的なノウハウは活かしながら、新メンバーでカフェづくりをする。高校生や町にとって理想の場所をゼロからつくりながら、メンバーの将来につながる基礎ワークショップ・特別ワークショップや、土日祝の営業・イベントに取り組む。

### 部活動
2014年から部活動を開始する。

#### マネジメント部
スムーズに活動できるために全体をまとめるチーム。話し合いの進行や、町や人のニーズをカフェのどの活動にどう反映していくかなど、根幹の部分を考案。

#### 商品開発部
レシピづくりや試作、商品にどんな思いを込めるか、食べた人にどうなって欲しいかなどを考案する。その食材をつくる人や工場への訪問も行い、地元食材の魅力や生産者の思いも学ぶ。

#### 空間づくり部
店舗や出店時の装飾、インテリアデザイン、レイアウトなどを担当。イベントや季節に合わせて、その空間にどんな世界観を生み出すか、どうすればお客さんが楽しく過ごせるかを学ぶ。

#### 情報発信部
活動をブログやtwitter、facebookで配信したり、チラシやポスターでの広報担当。人々に本当に伝えたいことを伝えるためのコンセプトメイク、文章づくりやデザインを学ぶ。

#### 番外編・選抜カレー開発チーム
かぎかっこ第1章で「いしのまきカレー」の開発。これまでの活動の経緯から、様々な企業と協同して「レトルトカレー化」に成功。商品開発チームだけでなく、他のチームからも選抜メンバーが集まり、全国展開に向けて活動中。2013年1月30日、日本武道館にて行われた「みんなの夢AWARD3」にて観客8000人60企業に向けてプレゼンテーションをした。